# Блезе-Манизер, Лина Валериановна

Памятник В. Володарскому

Лина Валериановна Блезе-Манизер (1891—1924) — русский советский скульптор. Соавтор памятника В. Володарскому в Санкт-Петербурге. Ученица и первая жена М. Г. Манизера.

## Биография
Лина Блезе-Манизер родилась в Санкт-Петербурге по разным данным в 1891 или в 1892 году. Её матерью была крестьянка Вологодской губернии. Лина была удочерена В. В. Дмитриевым, чиновником морского министерства, а затем Комиссариата по морским делам РСФСР. Среднее образование получила в гимназии в Петербурге (предположительно, в гимназии Смольяниновой). Во время учёбы проявился её талант художника. С 1916 по 1919 год частным образом занималась скульптурой у М. Г. Манизера, за которого впоследствии вышла замуж. В 1919 году, в связи с переводом отца в центр, переехала в Москву и поступила в Московские Государственные Художественные Мастерские, где работала у А. В. Бабичева, С. М. Волнухина и Б. Д. Королёва. В тот же период состояла членом Московского союза скульпторов и работала библиотекарем в I Пролетарском музее Городского района Москвы. В 1920 году на выставке ВСНХ на Петровке в Москве представила исполненную совместно с М. Г. Манизером декоративную фигуру «Технический прогресс». В 1920—1921 годах работала в Агитационно-скульптурной мастерской московского Политического управления военного округа, для которого выполнила гипсовый бюст М. И. Калинина.
Другими работами Блезе-Манизер были рельеф «Похороны Домбровского» к 50-летию Парижской коммуны в Москве (гипс, 1921, здание Реввоенсовета на Знаменке, Москва), проект статуи Металлиста перед дворцом Труда в Ленинграде (гипс, 1922), портрет В. Володарского (гипс, 1923). В 1923—1924 годах совместно с М. Г. Манизером работала над памятником В. Володарскому в Ленинграде (бронза, установлен в 1925 году).
Умерла в Ленинграде 3 апреля 1924 года при рождении дочери. Похоронена в Александро-Невской лавре на Лазаревском кладбище (V участок). Автор надгробия — М. Г. Манизер. Он также выполнил её портрет (медальон, бронза, 1923, Музей городской скульптуры, Санкт-Петербург).